# 光滑厚喙菊
光滑厚喙菊（学名：Dubyaea glaucescens）是菊科厚喙菊属的植物，为中国的特有植物。分布于中国大陆的四川等地，生长于海拔910米至1,210米的地区，目前尚未由人工引种栽培。